# Contea autonoma mongola di Dorbod
La contea autonoma mongola di Dorbod (杜尔伯特蒙古族自治县S, Dù'ěrbótè měnggǔzú ZìzhìxiànP) è una contea della Cina, situata nella provincia di Heilongjiang e amministrata dalla prefettura di Daqing.